# Maxine Singer
Maxine Frank Singer (Nova Iorque, 15 de fevereiro de 1931 – Washington, D.C., 9 de julho de 2024) foi uma bióloga molecular estadunidense.
Singer foi eleita fellow da Academia de Artes e Ciências dos Estados Unidos in 1978. Em 2007 Singer recebeu a Medalha Bem-Estar Público da Academia Nacional de Ciências dos Estados Unidos.

## Morte
Singer morreu em 9 de julho de 2024, aos 93 anos, em Washington, D.C..